# Mühle Hirslanden

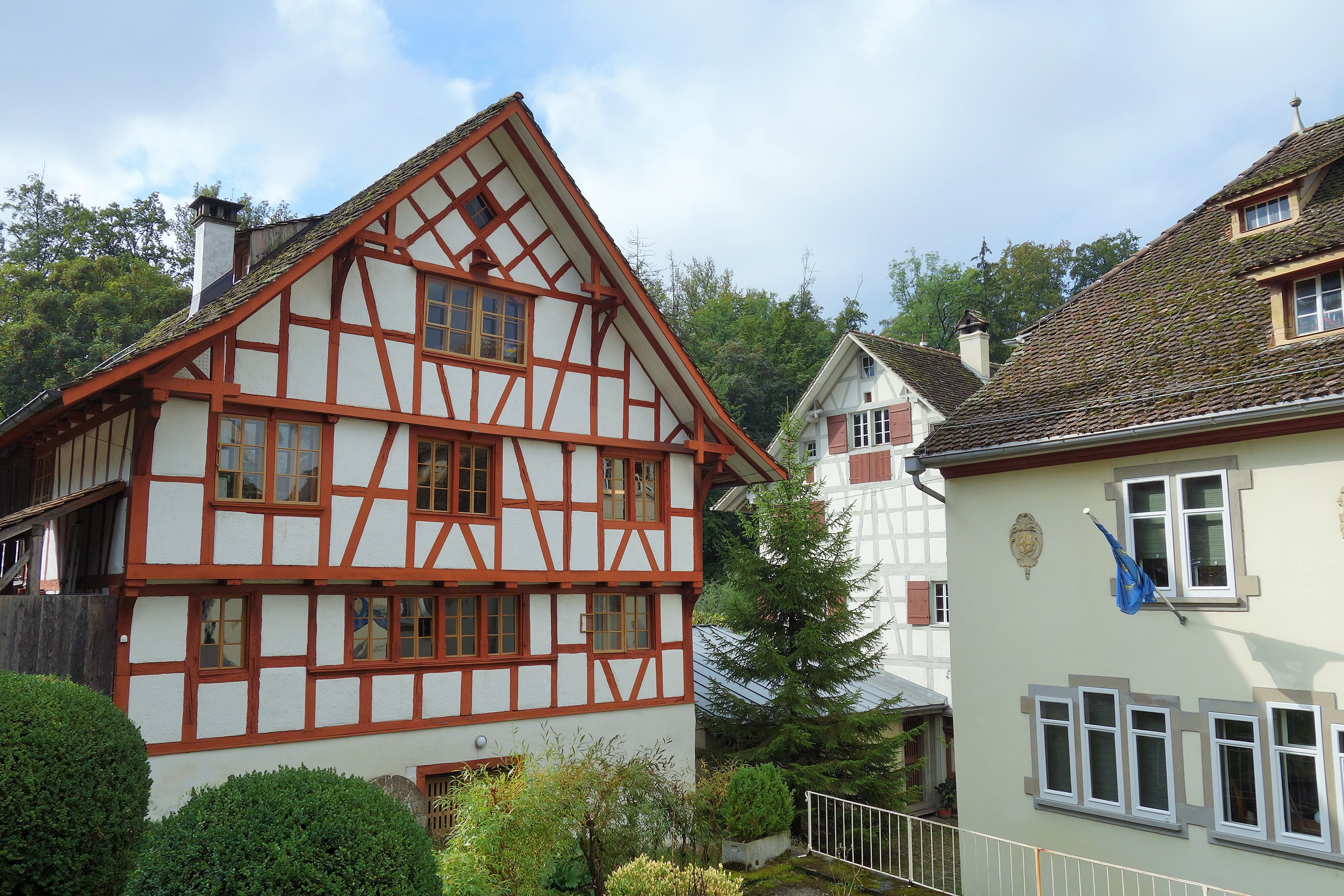
Häusergruppe der Mühle Hirslanden

Die Mühle Hirslanden (auch Nägelimühle genannt) war ursprünglich eine Wassermühle in Hirslanden in der Gemeinde Zürich im schweizerischen Kanton Zürich. Sie gilt in ihrer Vollständigkeit über die Stadt Zürich hinaus als ein «einzigartiges» Beispiel einer originalen Mühle des vorindustriellen Typs.

## Mühle Hirslanden

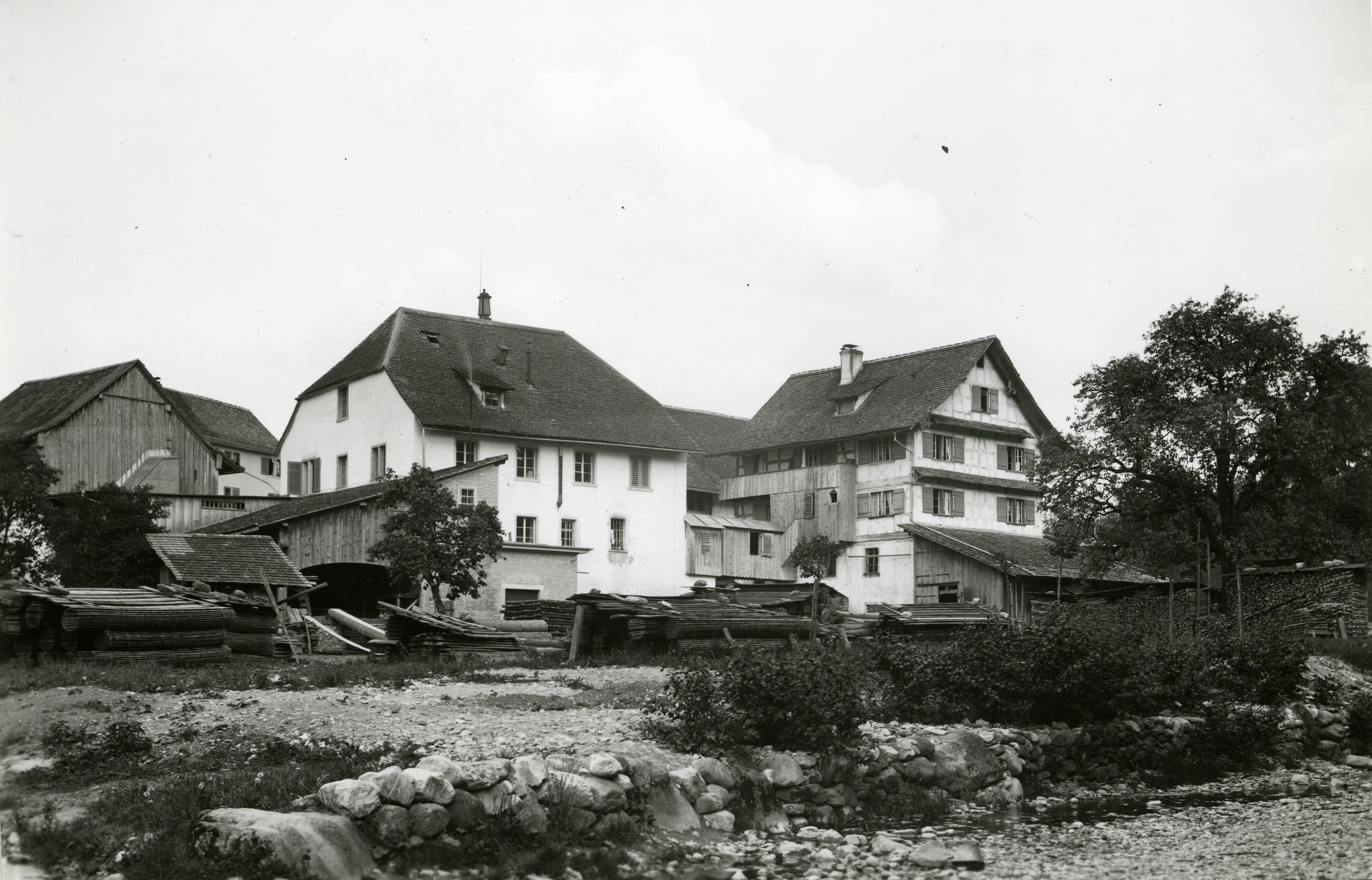
Mühle Hirslanden 1895

Die historische Mühle Hirslanden steht in der Burgwies an der Forchstrasse wenig unterhalb des Zusammenflusses von Wehren- und Stöckentobelbach zum Wildbach. Sie wurde 1396 erstmals erwähnt. Die Farbmühle Burgwies und die Mühle Hirslanden gehörten zu einer Vielzahl von Produktionsbetrieben in dieser Gegend wie die Schleife Hirslanden von 1852 bis 1968.
Das bestehende Hauptgebäude mit Mühle wurde 1532 erbaut, gelangte 1742 in den Besitz der Familie Nägeli und gehört seit 1971 der Stadt Zürich. Obwohl die Mühle ehemals ausserhalb der Stadt lag, war deren Besitzer im Ancien Régime als Einzige den Müllern in der Stadt gleichgestellt.
Das Gebäudeensemble am Wildbach umfasst das barocke Hauptgebäude von 1532 mit Radhaus und Sägereianbau, das einst vom Pächter bewohnte Lehenhaus und das Knechtehaus sowie Magazine und Warenschopf. Lehen- und Knechtehaus sind regionaltypische bäuerliche Riegelbauten des 18. Jahrhunderts mit einem Scheunen- und Wohnteil. Das vom Müller Johannes Nägeli 1747 erbaute Lehenhaus gilt als einer der schönsten Riegelbauten im Kanton Zürich.
Die Mühle Hirslanden ist die einzige noch funktionstüchtige Mühleanlage auf Stadtgebiet und steht seit 1986 unter Denkmalschutz. Sie wurde bis 1964 von der Familie Nägeli als Getreidemühle betrieben. Aus dem Knechtehaus wurde 2005 der Quartiertreff Hirslanden.

### Mühleanlage
Die Wehrschwelle der Mühle stand im Wehrenbach. Das Oberwasser aus dem Wehrenbach wurde bei der Farbholzmühle in einem Blechkanal über den Stöckentobelbach geführt und unter der Forchstrasse hindurch teilweise unterirdisch zum Wasserrad geleitet. Der teilweise unterirdische Unterwasserkanal hat einen Rücklauf in den Wildbach.
Die mit dem Wasser des Wehrenbachs betriebene Mühle ist mit ihrer Technik von 1868 noch voll funktionsfähig. Das 1912 gebaute, oberschlächtige Wasserrad mit einem Durchmesser von 7,5 Meter und einem Meter Breite treibt die zwei Mahlgänge von 1868 mittels Riementransmission und einer Leistung von 10 PS. Es gehört zu den grössten funktionstüchtigen Wasserräder der Schweiz. Dazu gehören verschiedene Sichter und Getreideputzmaschinen. Die Sägerei besass zum Betrieb der zweistelzigen Einfachgattersäge seit 1923 einen Elektromotor.
Die Mühle wird vom Museum Mühlerama (Tiefenbrunnen) aus gewartet und für Besuchergruppen betrieben.

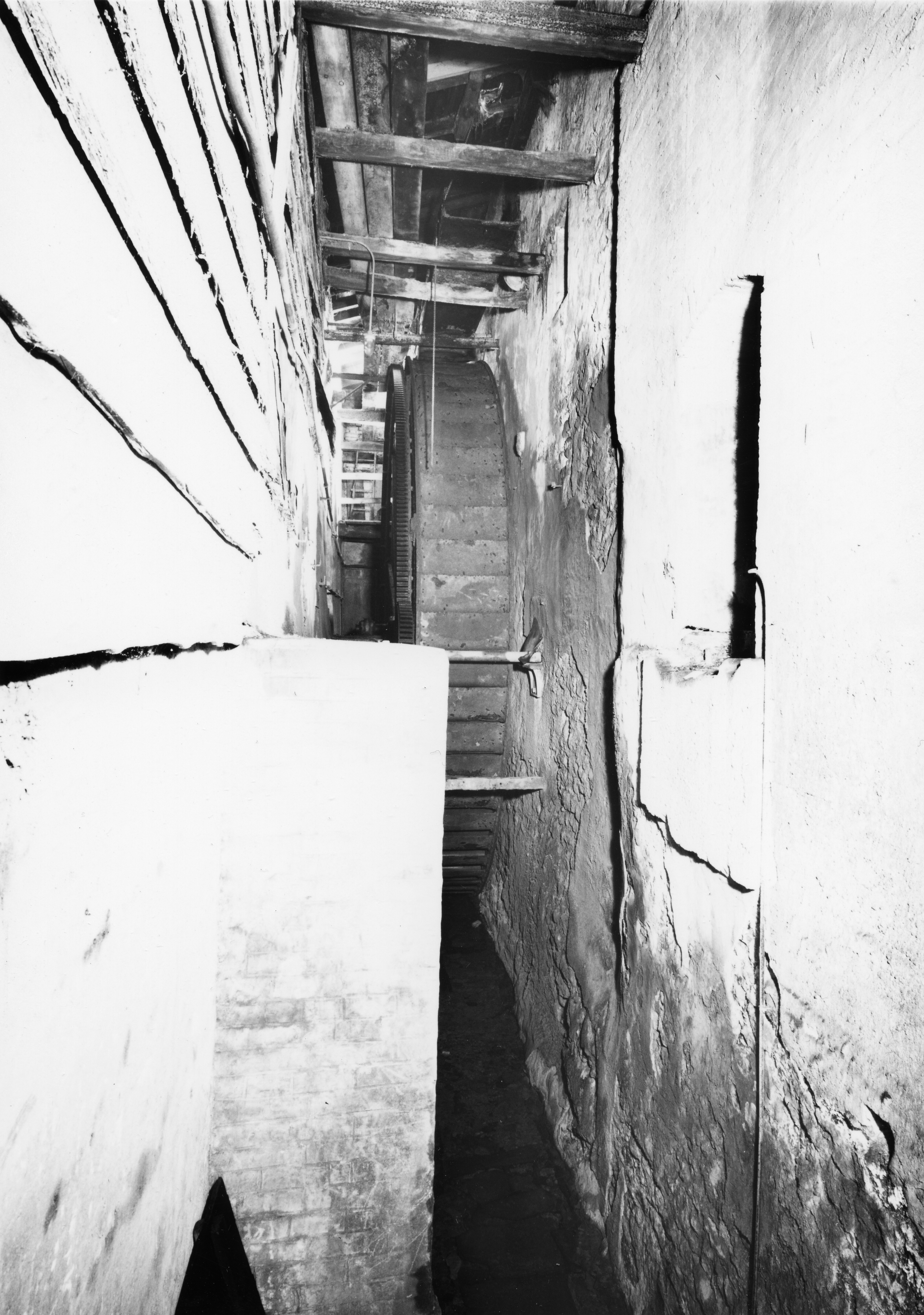
Mühlerad
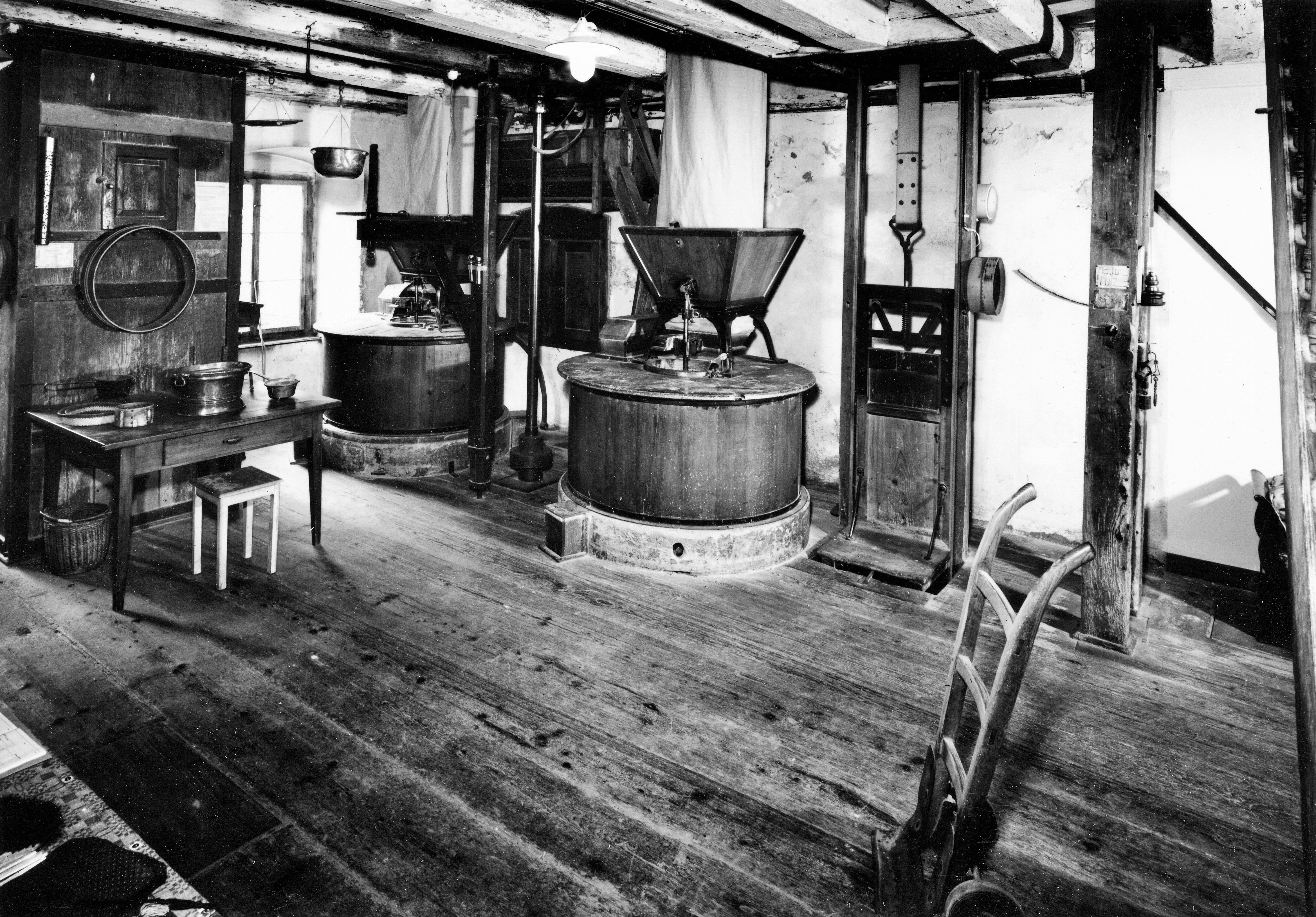
Mahlgänge
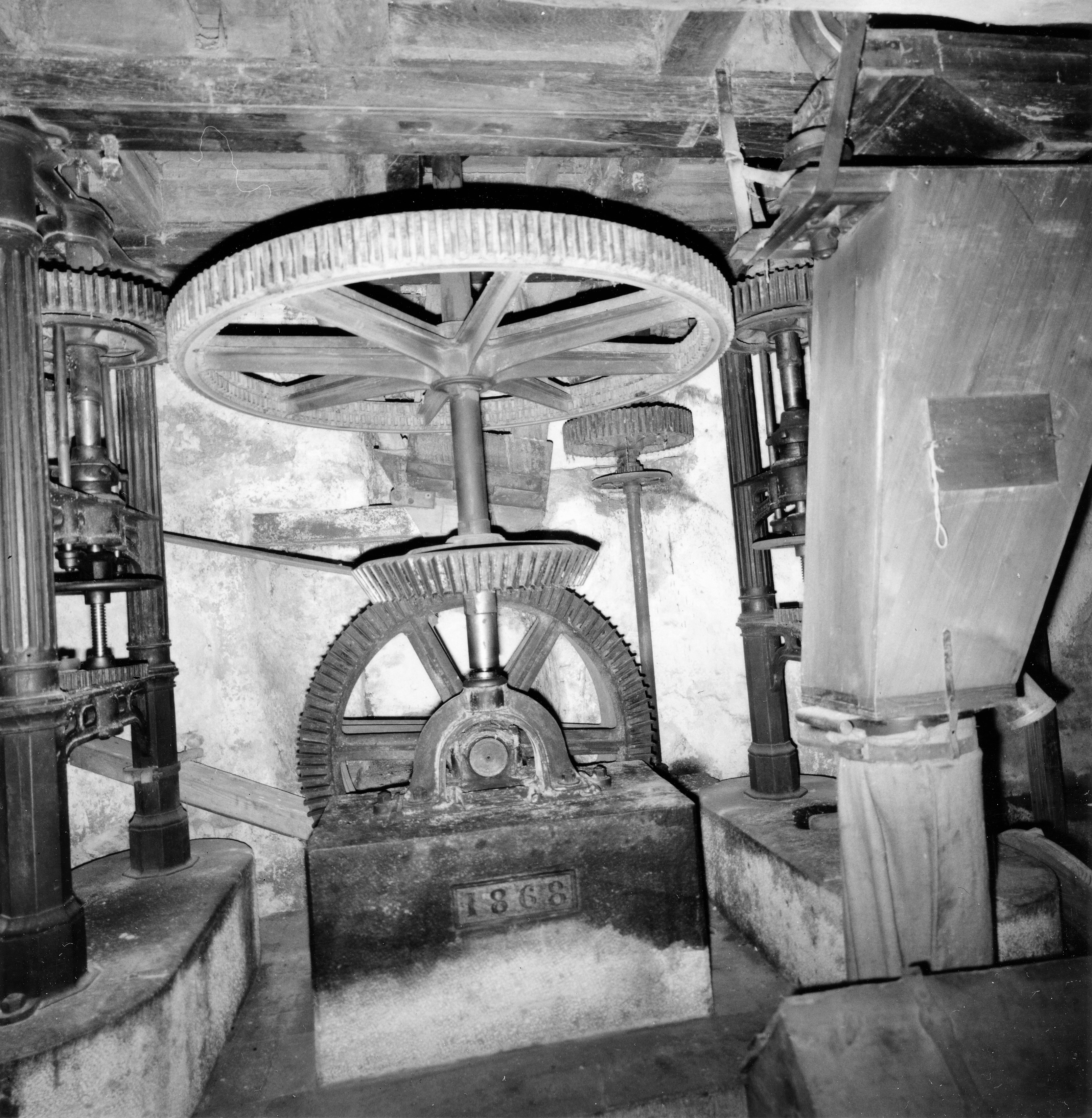
Zahnradgetriebe von 1868

### Burgwies Weiher und Kraftwerk Umiker

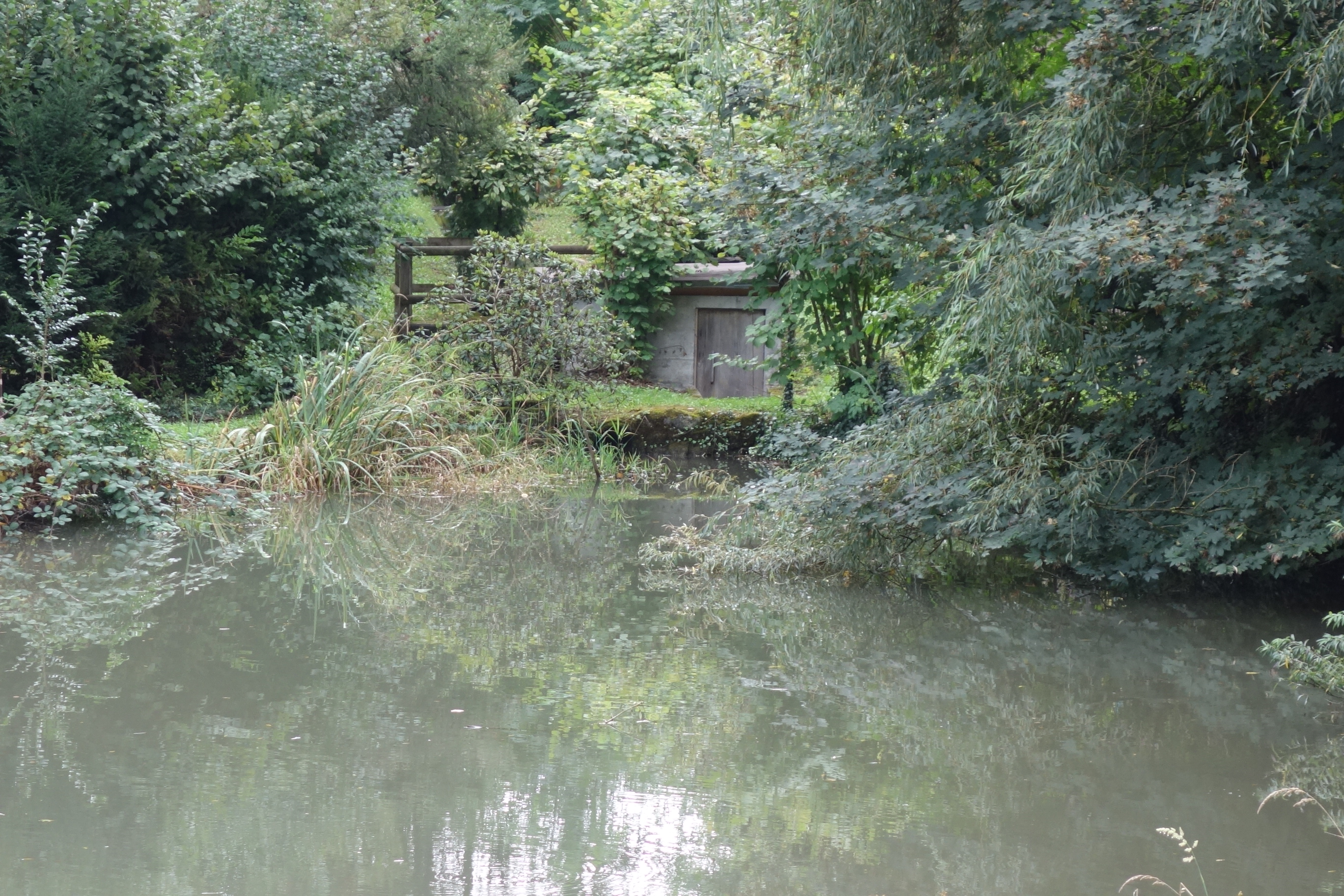
Mühleweiher Burgwies mit Kleinkraftwerk Umiker

Der Burgwies Weiher wurde 1883 für die Mühle Hirslanden und die «Neumühle Burgwies» (heute Schreinerei Burgwies) angelegt. 1941 wurde beim Weiher wegen der kriegsbedingten Energieknappheit (Mangelwirtschaft) das Kleinkraftwerk Umiker gebaut. Zwei Drittel des Betonbaus sind unterirdisch. Das Kraftwerk mit der seltenen elektro-hydraulischen Krafterzeugungsanlage und der Oberwasserkanal stehen seit 1995 unter Denkmalschutz.

## Farbholzmühle Burgwies

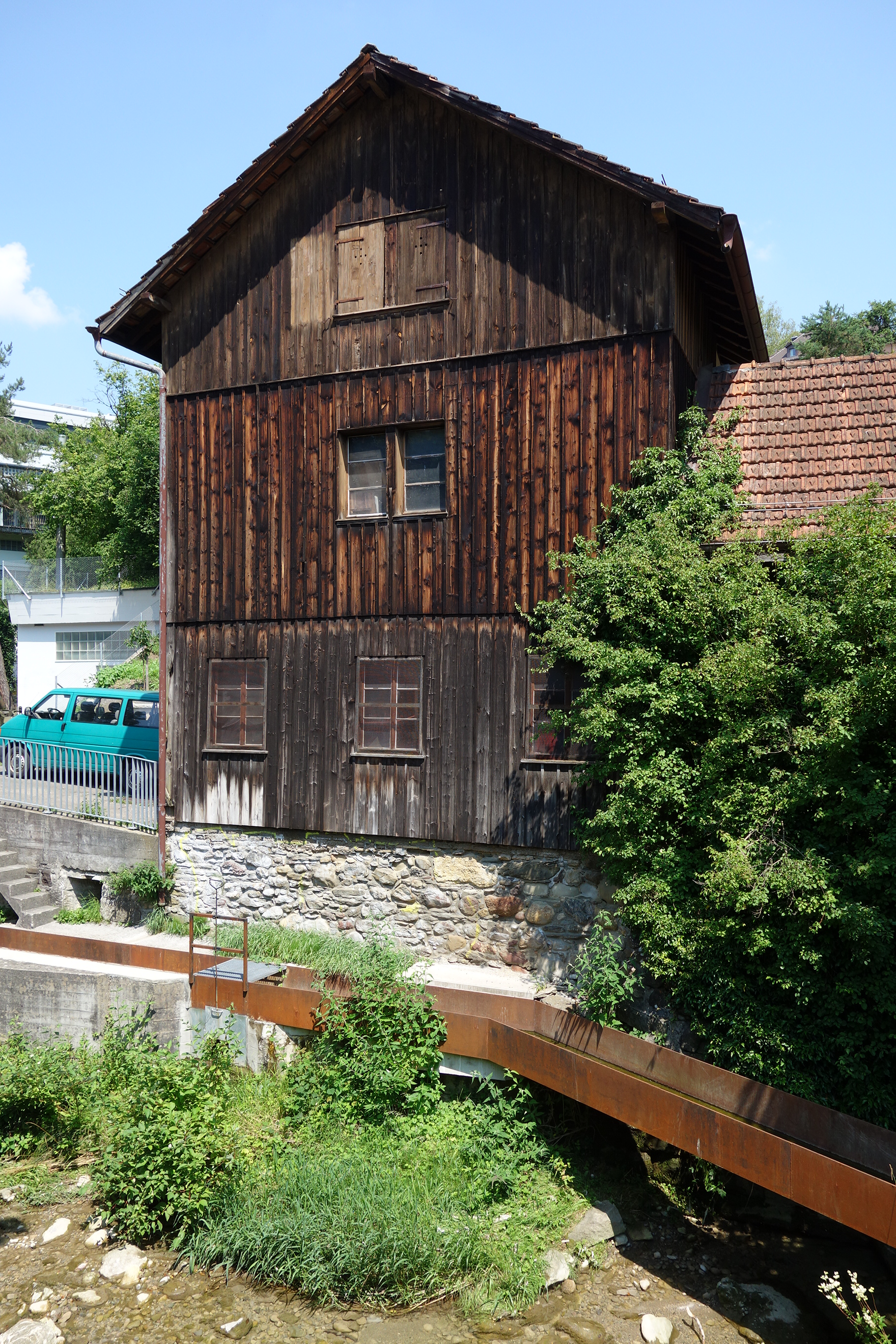
Farbholzmühle mit Oberwasserkanal der Mühle Hirslanden

1639 wurde beim Zusammenfluss des Stöckentobelbaches mit dem Wehrenbach erstmals eine Reibe mit Stampfe und Fourniersäge erwähnt. Das vorhandene Hauptgebäude wurde gegen Ende des 19. Jahrhunderts erbaut und besass ein fünf Meter hohes Wasserrad auf der westlichen Gebäudeseite. Der Oberwasserkanal führte entlang des Stöckentobels (Stöcken- oder Elefantenbach). Das Wasserrecht wurde 1937 gelöscht.
Die Farbholzmühle gehörte damals zur Mühle Hirslanden. Über einen Oberwasserkanal waren die Farbmühle und die Mühle Hirslanden auf der gegenüberliegenden Strassenseite miteinander verbunden.

## Neumühle
1843 richtete Jacob Boller am Standort der heutigen Schreinerei Burgwies die «Neumühle» mit einem oberschlächtigen Wasserrad und zwei Mahlgängen ein, die mit dem Wasser des Wehrenbachs betrieben wurde. 1853 erfolgte der Umbau des Mühlebetriebs in eine Schreinerei. Bis 1927 trieb ein oberschlächtiges Wasserrad von zwei Meter Durchmesser und einer Leistung von 3,8 PS die Maschinen der Schreinerei an.